# Лёгкий вес в боксе
Лёгкий вес в боксе (англ. Lightweight) — весовая категория в профессиональном боксе между первой полусредней и второй полулёгкой весовыми категориями. Предел веса для дивизиона составляет 135 фунтов (61,235 кг).

## Действующие чемпионы мира
| Организация | Дата завоевания титула | Чемпион           | Рекорд         | Защиты титула |
| ----------- | ---------------------- | ----------------- | -------------- | ------------- |
| WBA         | 29 ноября 2023         | Джервонта Дэвис   | 30–0–1 (28 KO) | 2             |
| WBC         | 16 ноября 2023         | Шакур Стивенсон   | 23–0 (11 KO)   | 2             |
| IBF         | 9 июня 2025            | Раймонд Мураталла | 23-0 (17 KO)   | 0             |
| WBO         | вакантно               |                   |                |               |